# Aubrey Strahan
Aubrey Strahan (20 avril 1852 - 4 mars 1928) est un géologue britannique. Il est élu membre de la Royal Society en 1903 . Il est directeur du Geological Survey of Great Britain de 1914 à 1920 . Il remporte la médaille Wollaston de la Société géologique de Londres en 1919 .

## Vie privée
Aubrey Strahan est né le 20 avril 1852 à Londres. Il est le cinquième fils de William Strahan et d'Anne Dorothea Strahan. Il grandit à Blackmore Hall, près de Sidmouth, jusqu'à ce qu'il se rende à Eton à l'âge de 13 ans. Il va ensuite au St John's College de Cambridge (le collège de son père) en 1870. En mai 1875 (l'année de son diplôme), il est employé à titre temporaire par le Geological Survey, alors dirigé par Andrew Ramsay, en tant qu'assistant géologue. Il reste avec l'Enquête pour le reste de sa vie professionnelle ,.
Il épouse Fannie Roscoe en 1886. À cette époque, il travaille principalement dans le sud de l'Angleterre, mais en 1901, il devient géologue de district responsable du sud du Pays de Galles. Il est élu membre de la Royal Society en 1903, devient président de la section de géologie de la British Association en 1904 et est président de la Société géologique de Londres en 1913 et 1914. Il est directeur de l'enquête de 1914 jusqu'à sa retraite en 1920. Il vit à Goring-on-Thames jusqu'à sa mort en 1928 .

## Œuvres

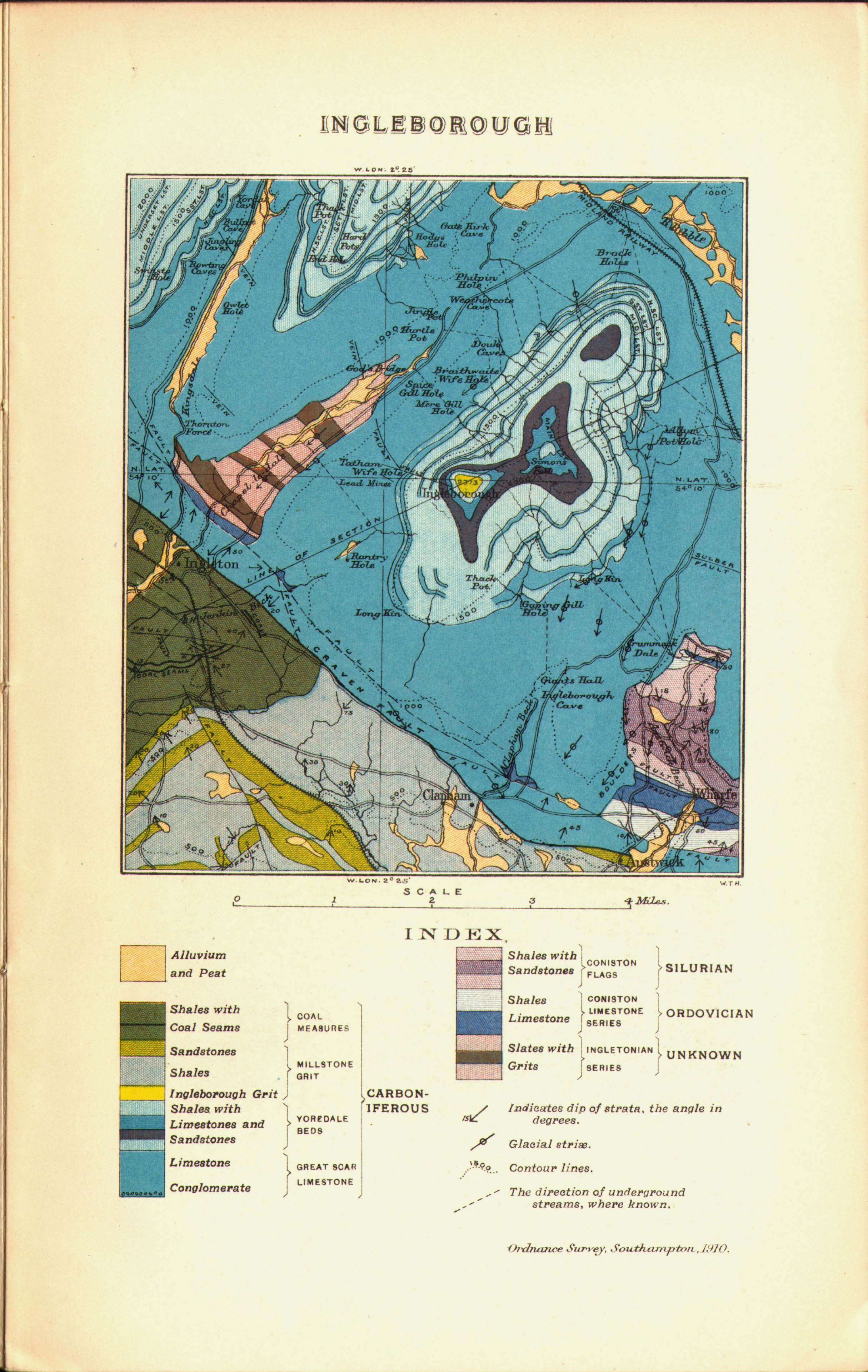
Carte géologique d'Ingleborough et du district, dans le North Yorkshire, montrant la grande cicatrice calcaire au NE de la faille Craven, et les mesures de charbon au SW. De Strahan (1910)

Au cours de sa longue carrière, Strahan contribue à plus de 30 mémoires du Geological Survey, principalement des descriptions et des explications détaillées des zones couvertes par des feuilles individuelles de la carte géologique. Il publie également de nombreux articles dans des revues académiques. Le travail pour lequel il est le plus connu est la vaste série d'enquêtes sur le bassin houiller du sud du Pays de Galles. Il a toujours été attiré par les aspects économiques de l'étude de la géologie, et cela se reflète bien dans les travaux houillers. Il est connu pour la grande qualité de son travail de cartographie .
Sa nomination au poste de directeur de l'enquête coïncide avec le déclenchement de la Première Guerre mondiale et il est responsable de l'adaptation de l'enquête pour répondre aux besoins en temps de guerre. Celles-ci comprennent la préparation de cartes pour les zones de guerre (particulièrement pertinentes pour les zones de guerre de tranchées), la mise à disposition de personnel, car des géologues sont nécessaires sur le terrain; et l'exploitation des ressources minérales pour les matières premières et les sources d'énergie nécessaires à la production de guerre ,. Ce travail est la base d'une série de rapports intitulés Special Reports on the Mineral Resources of Great Britain, dont le premier parait en 1915 .

## Publications sélectionnées
- W.A.E. Ussher, A.J. Jukes-Browne et Aubrey Strahan, The geology of the country around Lincoln. (Explanation of sheet 83)., London, His Majesty's Stationery Office (HMSO), coll. « Memoirs of the Geological Survey », 1888 (lire en ligne)
- J.R. Dakyns, R.H. Tiddeman, W. Gunn et Aubrey Strahan, The geology of the country around Ingleborough, with parts of Wensleydale and Wharfedale. (Explanation of quarter-sheet 97 S. W., new series, sheet 50)., London, His Majesty's Stationery Office (HMSO), coll. « Memoirs of the Geological Survey », 1890 (lire en ligne)
- Strahan et Walker, « On the Occurrence of Pebbles with Upper Ludlow Fossils in the Lower Carboniferous Conglomerates of North Wales », Quarterly Journal of the Geological Society of London, vol. 35, nos 1–4,‎ 1891, p. 268–274 (DOI 10.1144/GSL.JGS.1879.035.01-04.13, S2CID 128490420, lire en ligne)
- Aubrey Strahan, The geology of the neighbourhoods of Flint, Mold, and Ruthin. (Explanation of quarter-sheet 79 S.E.)., London, His Majesty's Stationery Office (HMSO), coll. « Memoirs of the Geological Survey », 1891 (lire en ligne)
- J.R. Dakyns, R.H. Tiddeman, R. Russell, C.T. Clough et Strahan, The geology of the country around Mallerstang, with parts of Wensleydale, Swaledale, and Arkendale. (Explanation of quarter-sheet 97 N. W., new series, sheet 40), London, His Majesty's Stationery Office (HMSO), coll. « Memoirs of the Geological Survey », 1891 (lire en ligne)
- Aubrey Strahan, The geology of the coasts adjoining Rhyl, Abergele, and Colwyn, (explanation of quarter-sheet 79 N. W.)., London, His Majesty's Stationery Office (HMSO), coll. « Memoirs of the Geological Survey », 1895 (lire en ligne)
- Aubrey Strahan, The Geology of the Isle of Purbeck and Weymouth, London, His Majesty's Stationery Office (HMSO), coll. « Memoirs of the Geological Survey », 1898 (lire en ligne)
- Strahan, « On the Origin of the River-System of South Wales, and its Connection with that of the Severn and the Thames », Quarterly Journal of the Geological Society of London, vol. 58, nos 1–4,‎ 1902, p. 207–225 (DOI 10.1144/gsl.jgs.1902.058.01-04.16, S2CID 140196029, lire en ligne)
- Aubrey Strahan, Walcot Gibson et T. C. Cantrill, The geology of the South Wales coal-field. Part V The country around Merthyr Tydfil. Being an account of the area comprised in sheet 231 of the map., London, His Majesty's Stationery Office (HMSO), coll. « Memoirs of the Geological Survey », 1904 (lire en ligne)
- Aubrey Strahan et T. C. Cantrill, The geology of the South Wales coal-field. Part VI The country around Bridgend. Being an account of the area comprised in sheets 261, 262 of the map., London, His Majesty's Stationery Office (HMSO), coll. « Memoirs of the Geological Survey », 1904 (lire en ligne)
- Aubrey Strahan et William Pollard, The Coals of South Wales: With Special Reference to the Origin and Distribution of Anthracite, London, His Majesty's Stationery Office (HMSO), coll. « Memoirs of the Geological Survey », 1908 (lire en ligne)
- Aubrey Strahan, Guide to the Geological Model of Ingleborough and District., London, His Majesty's Stationery Office (HMSO), coll. « Memoirs of the Geological Survey », 1910 (lire en ligne)
- Aubrey Strahan, On the thicknesses of strata in the counties of England and Wales, exclusive of rocks older than the Permian., London, His Majesty's Stationery Office (HMSO), coll. « Memoirs of the Geological Survey », 1916 (lire en ligne)
- Strahan, « Geology at the Seat of War », Geological Magazine, vol. 4, no 2,‎ 1917, p. 68–74 (DOI 10.1017/s0016756800135976, lire en ligne)